# Nàusees matinals
Les nàusees matinals, també anomenades nàusees i vòmits de l'embaràs (NVP), són un símptoma de l'embaràs que implica nàusees o vòmits. Malgrat el nom, les nàusees o els vòmits poden ocórrer en qualsevol moment del dia. Normalment els símptomes apareixen entre la 4a i la 16a setmana d'embaràs. Al voltant del 10% de les dones encara tenen símptomes després de la 20a setmana d'embaràs. Una forma greu de l'afecció es coneix com a hiperemesi gravidàrum i provoca pèrdua de pes.
La causa de les nàusees matinals es desconeix, però pot estar relacionada amb els nivells canviants de l'⁣hormona gonadotrofina coriònica humana. Alguns han proposat que les nàusees matinals poden ser útils des d'un punt de vista evolutiu. El diagnòstic només s'ha de fer després de descartar altres possibles causes. El dolor abdominal, la febre o els mals de cap normalment no estan presents en les nàusees matinals.
Prendre vitamines prenatals abans de l'embaràs pot reduir el risc. Pot ser que no sigui necessari un tractament específic que no sigui una dieta suau per als casos lleus. Si s'utilitza el tractament, es recomana inicialment la combinació de doxilamina i piridoxina. Hi ha proves limitades que el gingebre pot ser útil. Per als casos greus que no han millorat amb altres mesures, es pot provar la metilprednisolona. L'alimentació per sonda pot ser necessària en dones que estan perdent pes.
Les nàusees matinals afecten al voltant del 70-80% de totes les dones embarassades fins a cert punt. Al voltant del 60% de les dones pateixen vòmits. La hiperèmesi gravidàrum es produeix al voltant de l'1,6% dels embarassos. Les nàusees matinals poden afectar negativament la qualitat de vida, disminuir la capacitat de treballar durant l'embaràs i provocar despeses sanitàries. En general, els casos lleus a moderats no tenen cap efecte sobre el nadó. La majoria dels casos greus també tenen resultats normals. Algunes dones opten per avortar-se a causa de la gravetat dels símptomes. Es poden produir complicacions com l'encefalopatia de Wernicke o la ruptura esofàgica, però molt rarament.